# Regenboogvlag

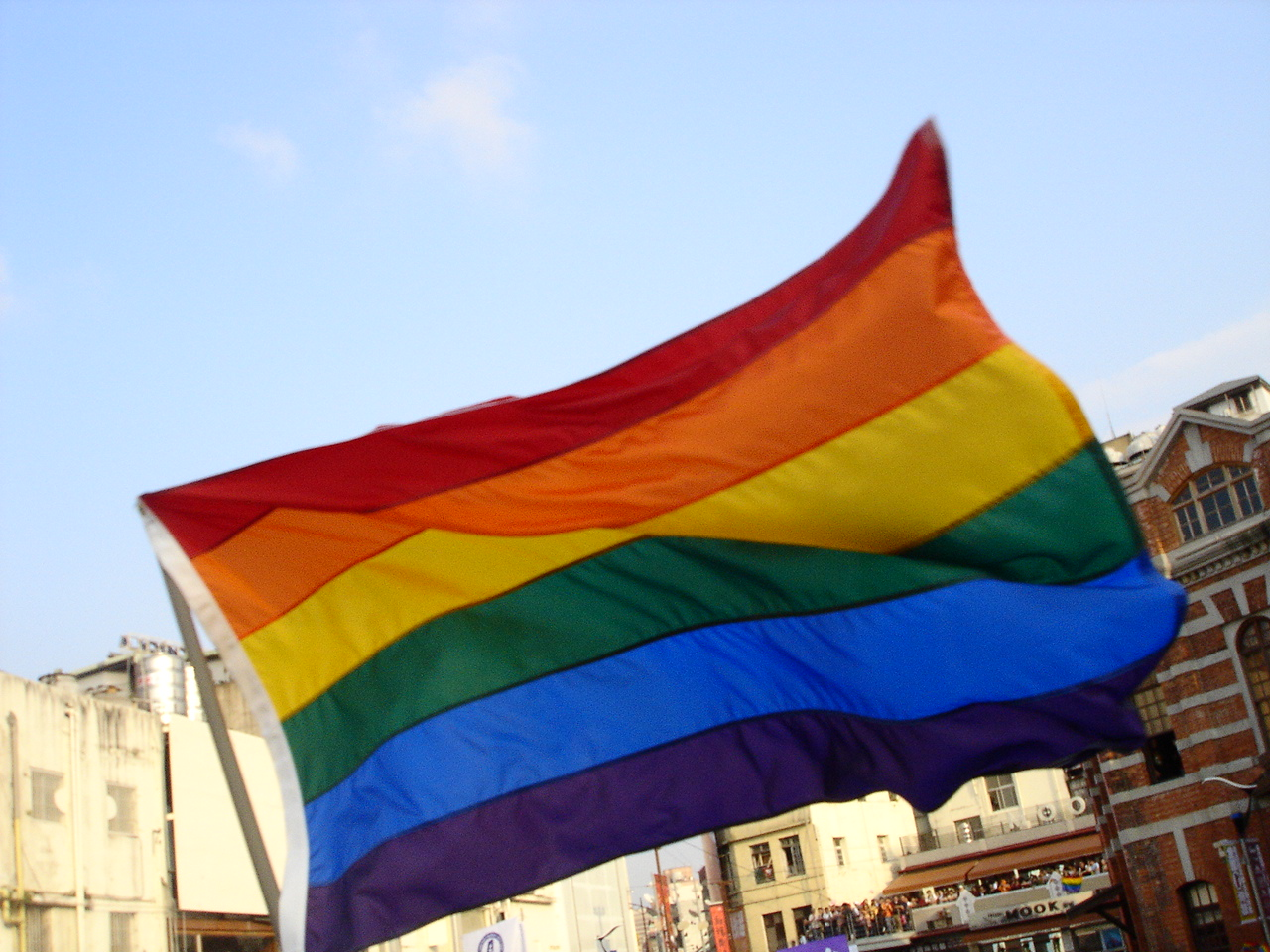
De regenboogvlag van de LGBTQ+-beweging

Een regenboogvlag is een veelkleurige vlag bestaande uit strepen met de kleuren uit de regenboog. De regenboog heeft zeven kleuren, maar de kleuren in deze vlaggen lopen uiteen van zes tot acht egale banen. Regenboogvlaggen werden en worden door de eeuwen heen gebruikt door zeer uiteenlopende groepen en gebieden verspreid over de hele wereld. De bekendste regenboogvlaggen zijn die van de homobeweging en de vredesbeweging.

## Zuid-Amerika
In Zuid-Amerika wordt een embleem met regenboogkleuren onder de naam Wiphala gebruikt door de indianen van de centrale Andes en het Boliviaanse Amazoneregenwoud. De Wiphala is een vierkant bestaande uit een patroon van zeven bij zeven kleinere vierkanten in zeven kleuren, waarbij elk vak de kleur heeft van het vlak dat er linksboven of rechtsonder ligt.
Er zijn diverse varianten voor elk van de vier voormalige regio's (suyu's) van het Incarijk. De kleur van de langste diagonale lijn van zeven vierkanten bepaalt welke van de vier suyu's de vlag symboliseert: wit staat voor Qullasuyu, geel voor Kuntisuyu, rood voor Cinchaysuyu en groen voor Antisuyu. Er is een aparte Wiphala voor Antinsuyu en ook de 18e-eeuwse rebellenleider Túpac Katari gebruikte een eigen Wiphalavariant. In het Museum of World Culture in Göteborg in Zweden bevindt zich een Wiphala die volgens de C14-methode uit de 11e eeuw stamt.
De Wiphala van de oude Inca-stad Cuzco is een regenboogvlag met zeven horizontale banen, van boven naar onder bestaande uit de kleuren rood, oranje, geel, groen, lichtblauw of wit, blauw en violet. Deze vlag wordt in Peru en Ecuador gebruikt als symbool van de Tawantin Suyu. Tegenwoordig wordt deze vlag gebruikt in Cuzco, zowel door particulieren als op overheidsgebouwen.

Wiphala van Collasuyu
Wiphala van Túpac Katari

## Duitse Boerenoorlog

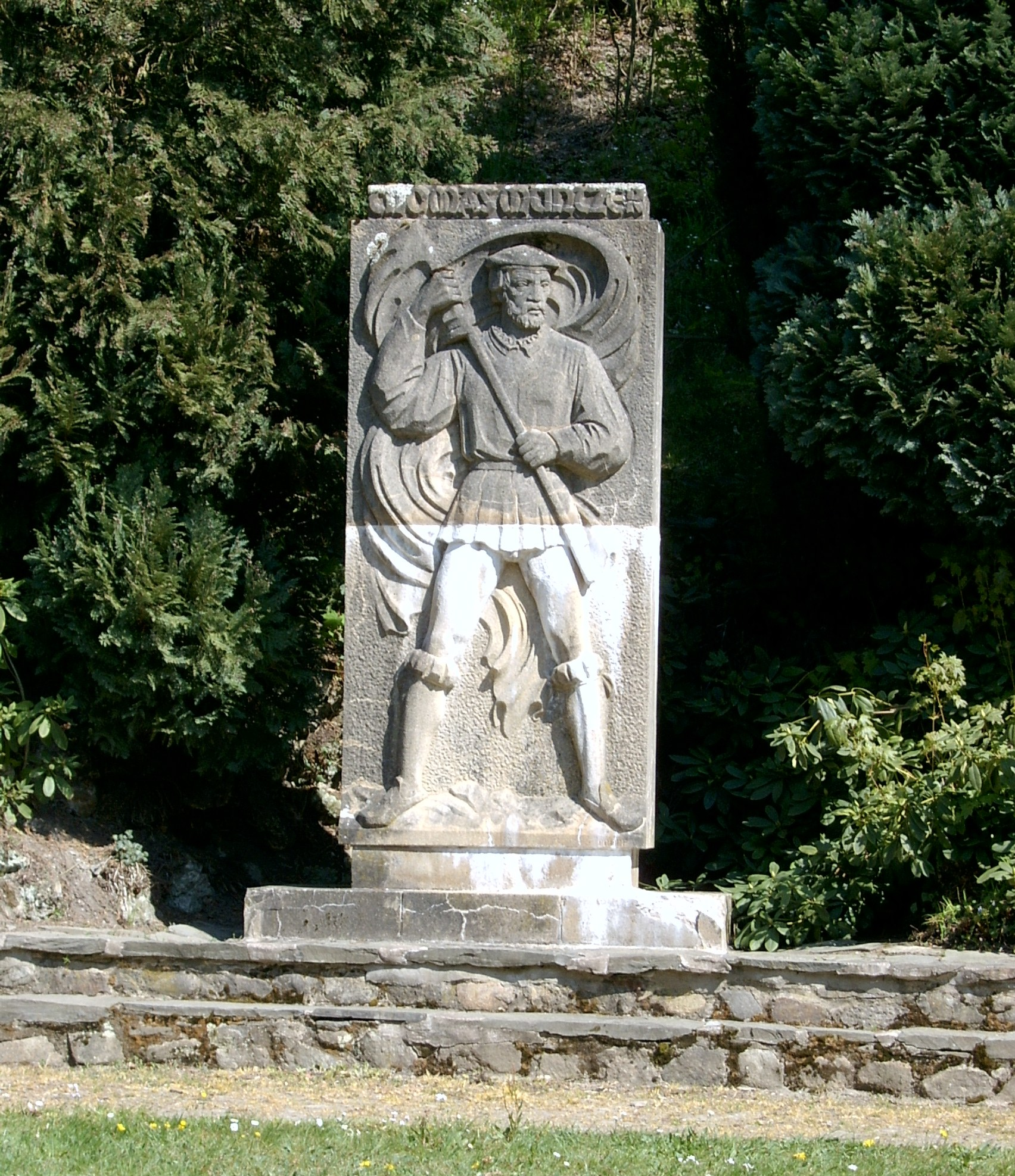
Monument voor Thomas Müntzer in Stolberg, waarop hij is afgebeeld met een regenboogvlag

In Europa werd reeds tijdens de Duitse Boerenoorlog van 1524-1525 een regenboogvlag gebruikt. Deze werd meegevoerd door de opstandige boeren onder leiding van de theoloog Thomas Müntzer (1489-1525), die vanuit het evangelie een maatschappelijke revolutie predikte. Hij wordt dan vaak afgebeeld met een regenboogvlag in zijn hand. Müntzer had de regenboog gekozen als zijnde symbool van Gods heerlijkheid, eenheid en vrede. Dit op basis van de tekst uit Genesis 9:11-17 waarin na de zondvloed een regenboog verscheen, die het teken werd van het eeuwige verbond tussen God en alle levende wezens op aarde.
Hoezeer Müntzer en zijn aanhangers ook vertrouwden op Gods bescherming, tijdens de Slag bij Frankenhausen op 15 mei 1525 werden de opstandelingen vernietigend verslagen. Tijdens een bloedbad werden ca. 6000 van de 8000 boeren gedood. Thomas Müntzer kreeg de doodstraf middels onthoofding. Bij de vrijwel gelijktijdige boerenopstanden in het zuidwesten van Duitsland werd een vlag met daarop de zogenaamde Bundschuh gevoerd.

## Vredesbeweging
De Amerikaanse dominee James William van Kirk (1858-1946) ontwierp aan het begin van de twintigste eeuw een regenboogvlag die de internationale wereldvrede moest symboliseren: een zelf gemaakte zijden blauwe vlag toonde regenboogkleurige strepen (rood, oranje, geel, groen, turkoois, blauw, violet), sterren en de planeet aarde.
Hij bood deze wereldvredesvlag in de Verenigde Staten en West-Europa aan vele vorsten, presidenten en politici aan. In 1913 kwam hij naar Den Haag en schonk bij de opening van het Vredespaleis aan Andrew Carnegie zijn vlag. Ook in 1929 maakte James van Kirk een tour door Europa met zijn wereldvredesvlag. De vlag is in een aantal musea bewaard gebleven.
In Italië werd een vredesvlag met regenboogkleuren voor het eerst gebruikt in een vredesoptocht in 1961. Het ontwerp was geïnspireerd door vergelijkbare veelkleurige vlaggen die gebruikt werden bij demonstraties tegen atoomwapens. De vlag bestaat uit dezelfde kleuren als de regenboog, namelijk zeven banen in de kleuren violet, blauw, turquoise, groen, geel, oranje en rood. In het midden stond het woord 'pace', Italiaans voor 'vrede'. Het is als volgt uitgelegd: "In het verhaal over de Grote Zondvloed stelde God de regenboog in om het verbond met mens en natuur te bezegelen, met de belofte dat er nooit meer een zondvloed zal komen. De regenboog werd zo een symbool van Vrede over de aarde en de hemel, en, bij uitbreiding, onder alle mensen." Bovendien symboliseert het getal zeven volheid in de joods-christelijke traditie. Dit is de omgekeerde volgorde en ander aantal strepen als bij de vlag van de homobeweging. Oorspronkelijk stond er een door Pablo Picasso getekende duif in plaats van het woord PACE.
Deze vlag kreeg grote bekendheid tijdens protesten tegen de oorlog in Irak van 2003. Ook in Nederland is begin 2005 een campagne gestart om deze vredesvlag te promoten. 

Wereldvredesvlag van James William van Kirk
Italiaanse Regenboog-Vredesvlag

Tijdens de campagne 'More Fun No More War' in de Italiaanse stad Lecce werd een recordpoging grootste vredesvlag ondernomen. Zij lieten een vlag van 21m op 40m maken. In 2012 verbeterden Stad Gent en Vrede vzw dit wereldrecord met een vlag van 50 op 30 meter. Dit om hun eis voor ontwapening kracht bij te zetten.

## Coöperatieve beweging

Vlag van de internationale coöperatieve beweging

In 1922 werd door de International Co-operative Alliance (ICA), een federatie van coöperaties, besloten om een eigen vlag te gaan voeren. Hiervoor stelde de Franse hoogleraar Charles Gide voor om de zeven kleuren van de regenboog als vlag te gebruiken. De regenboog stond volgens hem voor eenheid in verscheidenheid, de kracht van het licht, verlichting en vooruitgang.
De eerste coöperatieve regenboogvlag was gereed in 1924 en werd in 1925 het internationale symbool van de coöperatieve beweging. Deze vlag bestaat uit zeven horizontale banen in de kleuren rood, oranje, geel, groen, blauw, donkerblauw en violet. In 2001 werd deze vlag vervangen door een logo bestaande uit een halfronde regenboog die uitloopt in wegvliegende vogels tegen een witte achtergrond. Als zodanig wordt dit logo tegenwoordig ook wel op vlaggen gebruikt.

## Homobeweging
De huidige regenboogvlag
met zes strepen (1979 - heden)

De tweede regenboogvlag
met zeven strepen (1978 - 1979)

De eerste regenboogvlag
met acht strepen (1978)

Sinds eind jaren zeventig fungeert een regenboogvlag als symbool van de homobeweging en deze wordt sindsdien onder andere meegevoerd bij de Gay Pride Parades en uitgehangen bij homobars en talrijke andere bijeenkomsten van homo's, lesbiennes en aanverwante seksuele minderheden.
Deze regenboogvlag werd in juni 1978 ontworpen door de Amerikaanse kunstenaar Gilbert Baker uit San Francisco als symbool voor de Gay Pride Parade van dat jaar. Ervoor was de roze driehoek het symbool van de homobeweging maar er was tegenstand omdat het een verwijzing is naar de onderdrukking tijdens het nazisme.  De vlag moest een teken zijn van lesbische en homoseksuele trots en tegelijk voor de diversiteit van deze levenswijze. Baker zou voor het ontwerp van de regenboogvlag geïnspireerd zijn geweest door de Flag of the Human Race, waarmee in de jaren zestig door sommigen werd gedemonstreerd voor de wereldvrede en die bestond uit vijf banen in de kleuren rood, zwart, bruin, geel en wit.
De acht banen van de oorspronkelijke regenboogvlag van Gilbert Baker hadden de volgende symbolische betekenis:
- roze - seks
- rood - leven
- oranje - geneeskracht
- geel - zonlicht
- groen - natuur
- turkoois - magie
- blauw - kalmte
- violet - geest

De eerste keer dat deze vlag werd gebruikt, was tijdens de Gay Freedom Day Parade in San Francisco op 25 juni 1978. De allereerste twee regenboogvlaggen werden door 30 vrijwilligers met de hand geverfd en in elkaar genaaid. Nadat op 27 november 1978 Harvey Milk, een openlijk homoseksueel levend lid van de gemeenteraad van San Francisco, was vermoord, kwam er een grote vraag naar de regenboogvlag.
Toen de Paramount Flag Company, waar Gilbert Baker jarenlang zou werken, een vlag in de bovengenoemde acht kleuren wilde gaan produceren bleek echter dat de betreffende kleur roze niet gefabriceerd kon worden. Als gevolg daarvan werd de roze baan in de tweede versie van deze vlag weggelaten. Vervolgens bleek in 1979 bij het verticaal ophangen van de vlag, dat de middelste baan wegviel achter de vlaggenmast, waarna besloten werd om de turkooise baan weg te laten. Sindsdien bestaat de regenboogvlag van de homogemeenschap uit zes strepen.
Op deze regenboogvlag bestaan diverse variaties. Sommige van de meer voorkomende versies hebben een Griekse witte letter lambda (λ) in het midden en/of een zwarte of roze driehoek in de linkerbovenhoek. Ook wordt wel een zwarte streep toegevoegd, ter nagedachtenis van aidsslachtoffers. Ook worden nationale vlaggen wel gecombineerd met de regenboogvlag of in regenboogkleuren uitgevoerd, zoals onderstaande voorbeelden laten zien:

Verenigde Staten
Canada
Spanje

In de jaren negentig kwam de regenboogvlag ook in Europa in zwang, waar tot dan toe meestal de roze driehoek als symbool voor de emancipatiestrijd van homoseksuelen gebruikt werd. Sindsdien heeft de regenboogvlag de roze driehoek grotendeels vervangen en is daarmee het internationale symbool bij uitstek van de homogemeenschap geworden.
Ter gelegenheid van het 25-jarig bestaan van de regenboogvlag in juni 2003, liet ontwerper Gilbert Baker in Key West in Florida de allergrootste regenboogvlag ooit maken. Deze was uitgevoerd in de oorspronkelijke acht kleuren en was twee kilometer lang.
Sinds 2012 zijn in een reeks van steden, zowel in het buitenland als in Nederland, regenboogpaden in de kleuren van de regenboogvlag aangelegd om daarmee in de publieke ruimte aandacht te vragen voor de positie van lhbt'ers.

### Philadelphia Pride-vlag (2017)
In juni 2017 werd in de Amerikaanse stad Philadelphia ter gelegenheid van de pride month een vlag aan het gemeentehuis uitgehangen met nog twee extra kleuren: boven de rode baan waren een zwarte en een bruine baan toegevoegd. Philadelphia wilde hiermee aandacht vragen voor people of color, de Amerikaanse term voor mensen van kleur, binnen de lhbt-gemeenschap.

De Pride-vlag uit Philadelphia

### Progress Pride-vlag (2018)
Een jaar later, in juni 2018, publiceerde de Amerikaanse grafisch ontwerper Daniel Quasar een regenboogvlag met de zwarte en bruine kleuren uit de vlag uit Philadelphia en de kleuren lichtblauw, roze en wit uit de transpridevlag in een driehoek aan de broekingzijde van de vlag. Deze regenboogvlag staat bekend als de Progress-variant en kwam via social media wereldwijd onder de aandacht. Mede naar aanleiding van de vele Black Lives Matter-protesten zijn in 2020 diverse lhbt-organisaties de nieuwe Progress-vlag gaan gebruiken. In Nederland zijn dat onder meer Pride Amsterdam, de Rotterdam Pride en het online queer magazine Expreszo. Waar er sommigen blij zijn met de toegevoegde driehoek met extra kleuren, geven anderen de voorkeur aan de 'traditionele' regenboogvlag met zes kleuren.

De Progress Pride-vlag

### Intersex-Inclusive Pride-vlag (2021)
In 2021 verving Valentino Vecchietti, een Britse activist, artiest en oprichter van Intersex Equality Rights UK, de witte driehoek in het Progress Pride-vlag door een gele driehoek met daarop de paarse cirkel uit de vlag van de interseksebeweging. Daarmee zijn in deze vlag alle aspecten van de Yogyakarta Principles plus 10 opgenomen, te weten seksuele voorkeur, genderidentiteit en -expressie en seksekenmerken, ook wel afgekort als SOGIESC.

De Intersex-inclusive Pride-vlag

## Greenpeace

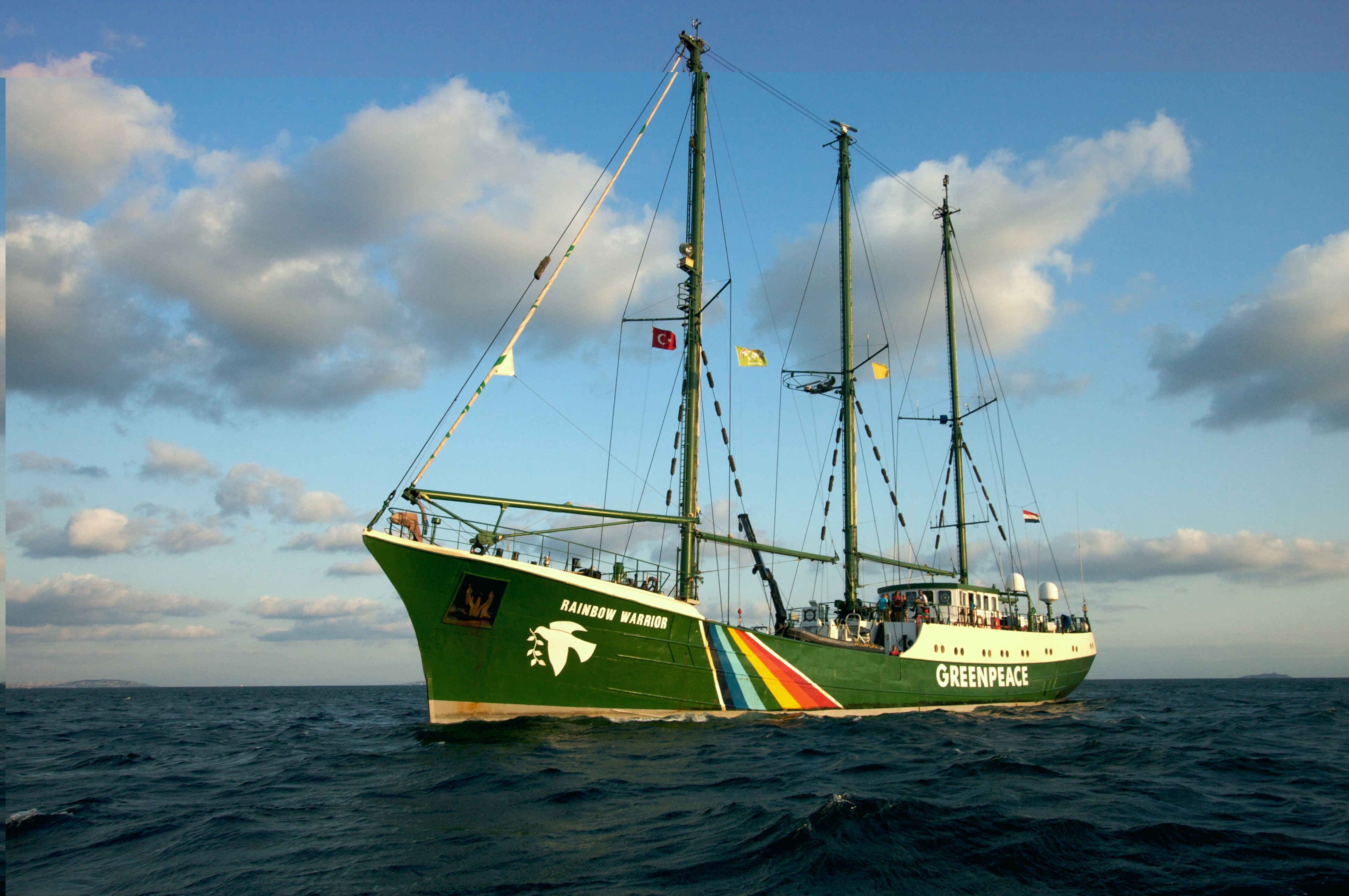
De Rainbow Warrior II varend op de Bosporus

De milieubeschermingsorganisatie Greenpeace gebruikt regenboogkleuren op haar vlaggen, zij het in de vorm van een boog met 5 kleuren tegen een meestal witte achtergrond. Achtergrond hiervan is een uit de hippiebeweging stammend verhaal over de profetie van een indiaanse regenboogkrijger. Het Greenpeace-schip Rainbow Warrior I werd in 1978 dan ook versierd met een regenboog, net zoals zijn opvolger Rainbow Warrior II.

## Joodse Autonome Oblast

Vlag van de Joodse Autonome Oblast

De Joodse Autonome Oblast in het zuidoosten van Rusland, nabij de Chinese grens, voert sinds oktober 1996 een witte vlag met daarop in het midden een baan bestaande uit 7 kleuren in de volgorde van de regenboog. Deze zouden symbool staan voor de zeven armen van de Joodse menora-kandelaber.
Roze driehoek ·
Regenboogvlag ·
Hanky code ·
Homomonument
 Portaal lhbt